# Ludmiła Hraznowa
Ludmiła Mikałajeuna Hraznowa z domu Prakapienka (biał. Людміла Мікалаеўна Гразнова; ros. Людмила Николаевна Грязнова, Ludmiła Nikołajewna Griaznowa; ur. 8 czerwca 1953 w Dzierżyńsku) – białoruska ekonomistka, polityczka opozycyjna i obrończyni praw człowieka; kandydatka nauk ekonomicznych, deputowana do Rady Najwyższej Republiki Białorusi XIII kadencji, od 2003 roku przewodnicząca Sojuszu Obrony Praw Człowieka Białorusi, w latach 1992–1995 zastępczyni przewodniczącego Zjednoczonej Partii Demokratycznej Białorusi, w latach 2004–2008 zastępczyni przewodniczącego Zjednoczonej Partii Obywatelskiej. Była jedną z deputowanych Rady Najwyższej, którzy złożyli swoje podpisy pod wnioskiem o impeachment Alaksandra Łukaszenki. Od 1997 roku uczestniczy w rozprawach sądowych i udziela wsparcia osobom prześladowanym politycznie. Kilkakrotnie aresztowana za udział w demonstracjach, uznana przez Amnesty International za więźnia sumienia.

## Życiorys

### Rodzice i młodość
Urodziła się 8 czerwca 1953 roku w Dzierżyńsku, w obwodzie mińskim Białoruskiej SRR, ZSRR. W tym czasie jej rodzice mieszkali w położonej 20 km od Dzierżyńska wsi Putczyna. Następnie rodzina przeprowadzała się do Fanipala, Pleszczenic i wreszcie do Starobina. Ojciec Ludmiły, Mikałaj Fiodarawicz Prakapienka, był przedstawicielem komunistycznej nomenklatury partyjnej. W ramach typowej rotacji kadr często przenoszony był do pracy w różne części republiki, co wiązało się z koniecznością przeprowadzek wraz z rodziną. W Starobinie pełnił funkcję I sekretarza Starobińskiego Komitetu Rejonowego Komunistycznej Partii Białorusi (KPB). Właśnie ze Starobina pochodzą najwcześniejsze wspomnienia Ludmiły. W 1965 roku rodzina przeprowadziła się po raz ostatni – do Mińska, gdzie ojciec Ludmiły został skierowany do pracy w Ministerstwie Rolnictwa Białoruskiej SRR. Następnie był I sekretarzem Komitetu Obwodowego KPB, szefem instytutu badawczego zajmującego się kwestiami rolnictwa, przeszedł na emeryturę i pracował jako szef sektora. 24 grudnia 2004 roku ojciec Ludmiły Hraznowej tragicznie zginął.

### Edukacja i działalność naukowa
Ludmiła rozpoczęła edukację w szkole w Starobinie. W 1965 roku, po przeprowadzce do Mińska, kontynuowała naukę w stołecznej szkole nr 42, uważanej za elitarną. Dobrze malowała i rysowała, dlatego rozważała podjęcie studiów na wydziale architektury. Ostatecznie jednak zdecydowała się na ekonomię polityczną na Wydziale Politologii Białoruskiego Uniwersytetu Państwowego im. Włodzimierza Lenina (BUP), gdzie ukończyła studia w 1975 roku, uzyskując wykształcenie ekonomistki, wykładowczyni ekonomii politycznej. W latach 1975–1977 zrobiła aspiranturę w specjalności „ekonomia polityczna socjalizmu”. W tym czasie, według jej późniejszych wypowiedzi, bardzo szybko zrozumiała, że taka nauka nie istnieje, ale takie były zasady gry i trzeba było je przyjąć. Odbyła także staż na Węgrzech. W 1980 roku w Mińsku uzyskała stopień kandydatki nauk ekonomicznych (odpowiednik polskiego stopnia doktora). Temat jej dysertacji kandydackiej brzmiał: Uspołecznienie pracy jako czynnik doskonalenia struktury socjalistycznego kolektywu produkcyjnego. Pracowała jako wykładowczyni, docentka Katedry Nauk Ekonomicznych BUP.

## Działalność polityczna
Wraz z nadejściem pieriestrojki i przemian demokratycznych w Białoruskiej SRR Ludmiła Hraznowa porzuciła działalność naukową na rzecz politycznej. Dołączyła do założonej w 1990 roku Zjednoczonej Demokratycznej Partii Białorusi (ZDPB), a w 1992 roku została zastępczynią jej przewodniczącego, którym wówczas był Alaksandr Dabrawolski. 1 października 1995 roku doszło do zjednoczenia ZDPB z Partią Obywatelską, w wyniku którego powstała Zjednoczona Partia Obywatelska (ZPO). Hraznowa została członkinią Rady Politycznej nowego ugrupowania.

### Działalność w Radzie Najwyższej
W drugiej turze uzupełniających wyborów parlamentarnych 10 grudnia 1995 roku została wybrana na deputowaną do Rady Najwyższej Republiki Białorusi XIII kadencji z zacharauskiego okręgu wyborczego nr 239 miasta Mińska. 19 grudnia 1995 roku została zarejestrowana przez centralną komisję wyborczą, a 9 stycznia 1996 roku zaprzysiężona na deputowaną. Od 23 stycznia pełniła w Radzie Najwyższej funkcję członkini, a potem zastępczyni przewodniczącego Stałej Komisji ds. Budżetu, Podatków, Banków i Finansów. Należała do opozycyjnej wobec prezydenta Alaksandra Łukaszenki frakcji „Działanie Obywatelskie”. Od 3 czerwca była członkinią grupy roboczej Rady Najwyższej ds. współpracy z parlamentem Republiki Litewskiej. Była jedną z deputowanych Rady, którzy złożyli swoje podpisy pod wnioskiem o impeachment Łukaszenki, a także jedną z trzech (obok Alaksandra Dabrawolskiego i Stanisłaua Bahdankiewicza), którzy podpisali się przeciwko utworzeniu związku Białorusi z Rosją.
27 listopada 1996 roku, po dokonanej przez prezydenta kontrowersyjnej i częściowo nieuznanej międzynarodowo zmianie konstytucji, nie weszła w skład utworzonej przez niego Izby Reprezentantów Zgromadzenia Narodowego Republiki Białorusi I kadencji. Zgodnie z Konstytucją Białorusi z 1994 roku jej mandat deputowanej do Rady Najwyższej zakończył się 9 stycznia 2001 roku; kolejne wybory do tego organu jednak nigdy się nie odbyły.

### Późniejsza działalność polityczna
Od 2004 roku Ludmiła Hraznowa pełniła funkcję zastępczyni przewodniczącego Zjednoczonej Partii Obywatelskiej. Na stanowisku tym odpowiadała za sekcję obrony praw człowieka, w czym miała poparcie lidera ZPO Anatola Labiedźki. Jesienią 2005 roku podczas pierwszego Kongresu Sił Demokratycznych proponowała, aby wyznaczyć Labiedźkę na wspólnego kandydata opozycji w wyborach prezydenckich. Jakiś czas potem jednak otwarcie poparła jego politycznego konkurenta, Alaksandra Milinkiewicza, argumentując, że bardziej konsekwentnie broni on interesów Białorusi i z większą powagą odnosi się do trzeciego sektora. W kwietniu 2008 roku Hraznowa opuściła stanowisko zastępczyni przewodniczącego ZPO z powodu różnic w poglądach na bieżącą politykę z kierownictwem partii. Po tym zdarzeniu na pewien czas w całości poświęciła się obronie praw człowieka, argumentując to stagnacją w białoruskiej polityce i chęcią znalezienia nowej formuły, aby w tej polityce pozostać (według innego źródła Hraznowa piastowała funkcję zastępczyni przewodniczącego ZPO od 2001 roku przez niecałe pięć lat). Pozostała jednak członkinią ZPO. W lipcu 2018 roku kandydowała na przewodniczącą partii, jednak przegrała otrzymując 4 głosy delegatów spośród oddanych 93.
Ludmiła Hraznowa kilkukrotnie bezskutecznie kandydowała w różnych białoruskich wyborach. W wyborach parlamentarnych w 2004 roku startowała z ramienia ZPO do Izby Reprezentantów III kadencji z partyzanskiego okręgu wyborczego nr 110 miasta Mińska, według oficjalnych wyników nie uzyskując mandatu. Usiłowała kandydować w wyborach lokalnych w 2007 roku do Mińskiej Rady Deputowanych z pierszamajskiego okręgu wyborczego nr 53 miasta Mińska. Nie została jednak zarejestrowana jako kandydatka, ponieważ zbyt wiele podpisów poparcia pochodziło od mieszkańców innych okręgów. Bezskutecznie kandydowała także w wyborach parlamentarnych w 2008 roku. Zdaniem niezależnych białoruskich mediów wybory były jednak niedemokratyczne, a do Izby Reprezentantów dopuszczono jedynie ludzi wyznaczonych przez władzę.

## Działalność na rzecz obrony praw człowieka

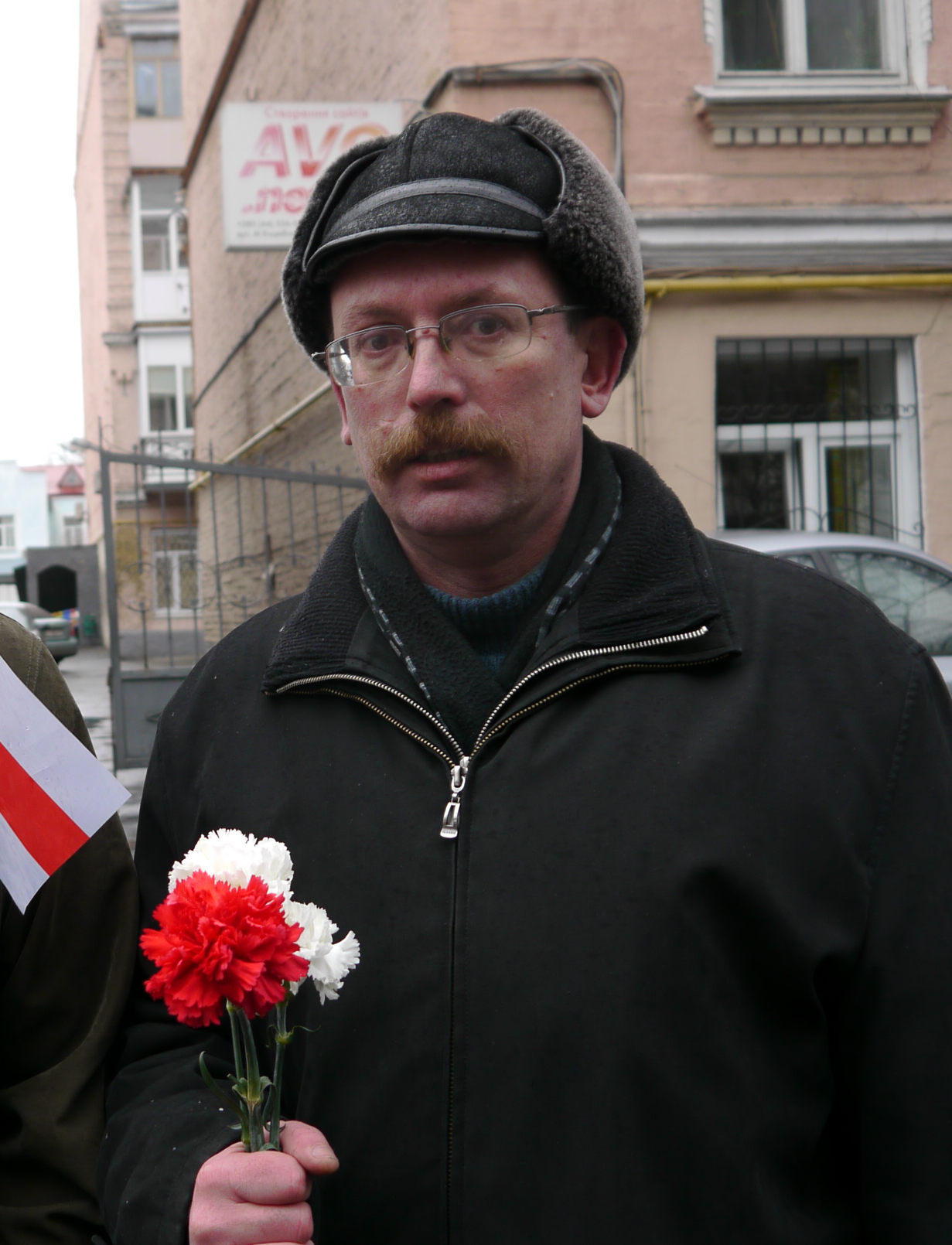
Wiaczasłau Siuczyk, w obronie którego Hraznowa zbierała podpisy

Ludmiła Hraznowa poza działalnością polityczną angażuje się także w obronę praw człowieka i wspieranie organizacji pozarządowych. Pracę tę rozpoczęła w 1996 roku, stając w obronie aresztowanych opozycjonistów Wiaczasłaua Siuczyka i Juryja Chadyki. Działacze ci zostali aresztowani wiosną 1996 roku i uważa się, że byli oni drugimi w historii ofiarami prześladowań politycznych ze strony Łukaszenki (pierwszym był poeta Sławamir Adamowicz). Byli oni także jednymi z pierwszych, którzy podjęli motywowaną politycznie głodówkę protestacyjną. Hraznowa, będąca wówczas deputowaną do Rady Najwyższej, na prośbę marki Siuczyka przeprowadziła akcję zbierania podpisów wśród deputowanych pod apelem o wyzwolenie aresztowanych. Przedsięwzięcie miało sens, ponieważ białoruski parlament nie był jeszcze wówczas całkowicie uzależniony od prezydenta. Hraznowa zbierała podpisy m.in. podczas posiedzeń Rady i w krótkim czasie zdołała zgromadzić ich ponad 50, głównie wśród opozycyjnych deputowanych. Inicjatywa uznana była za duży sukces. Sprawa Siuczyka i Chadyki została zamknięta wiosną 1997 roku. 
Ludmiła Hraznowa była członkinią Komitetu Organizacyjnego Inicjatywy Obywatelskiej „Karta'97”. Od 1997 roku regularnie uczestniczy w rozprawach sądowych, które mogą mieć jej zdaniem charakter prześladowań politycznych. Do 2010 roku brała udział w ponad 200 takich rozprawach. W ich trakcie udziela sądzonemu emocjonalnego i moralnego wsparcia, dzieli się informacjami i rozmawia z bliskimi. Jej zdaniem jeżeli rodzice sądzonego widzą, że ich dziecko otrzymuje wsparcie od kogoś z politycznego środowiska, lepiej rozumieją, że nie popełniło ono przestępstwa, lecz stało się ofiarą prześladowań. Hraznowa udziela także wsparcia rodzinom skazanych na karę śmierci. Praca taka jest wyczerpująca fizycznie i emocjonalnie – nie tylko ze względu na specyfikę oskarżanego o fasadowość białoruskiego wymiaru sprawiedliwości, ale także dlatego, że rozprawy często odbywają się w małych, bardzo zatłoczonych i niewietrzonych pomieszczeniach.

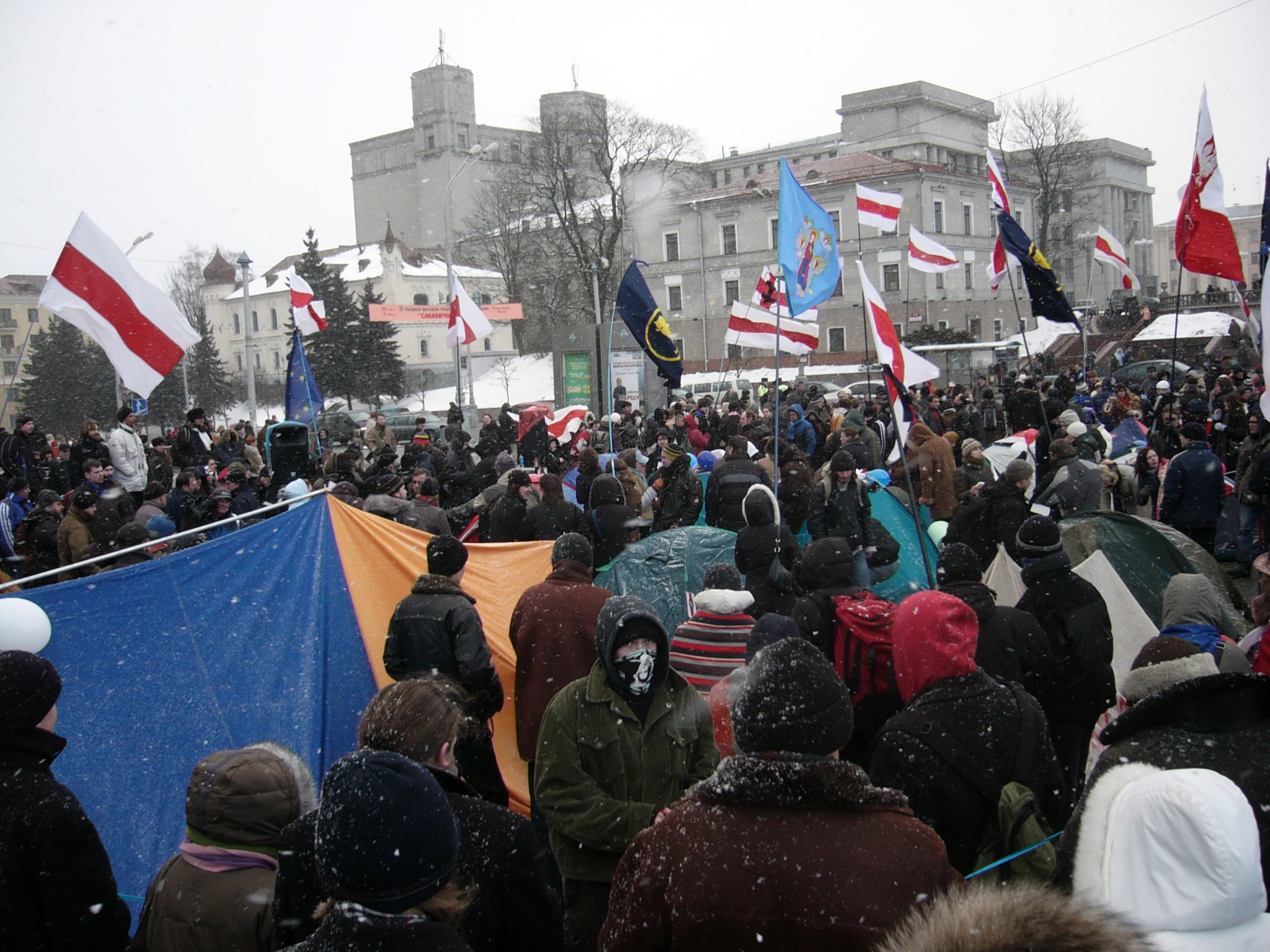
Organizacja Hraznowej pomagała m.in. aresztowanym po wyborach w 2006 roku

9 grudnia 2003 roku Ludmiła Hraznowa została przewodniczącą nowo utworzonej organizacji społecznej – Sojuszu Obrony Praw Człowieka Białorusi (biał. Prawaabaronczy aljans Biełarusi). Organizacja ta została oficjalnie zarejestrowana na Litwie, ponieważ rejestracja na Białorusi była praktycznie niemożliwa z przyczyn politycznych. Sojusz stawia sobie za cel obronę praw człowieka osób poddawanych na Białorusi prześladowaniom sądowym, edukację prawną i tworzenie warunków wstępnych do ustanowienia w tym kraju rządów prawa. Zajmuje się m.in. konkursami Białoruś w kontekście europejskim, a także wieloma projektami informacyjnymi, edukacyjnymi i innymi.
Po wyborach prezydenckich w 2006 roku Ludmiła Hraznowa i jej organizacja udzielali pomocy ludziom, którzy zostali aresztowani i poszkodowani podczas rozpędzania miasteczka namiotowego w Mińsku zorganizowanego przeciwko domniemanym fałszerstwom wyborczym. Różnego rodzaju wsparcie otrzymało wówczas ponad tysiąc zatrzymanych i ich bliskich. W połowie pierwszego dziesięciolecia XXI w., ze względu na bardzo dużą liczbę represji politycznych, organizacja Hraznowej podejmowała szeroko zakrojone wysiłki, aby udzielić im pomocy. Jak powiedziała sama Hraznowa:

Ilość pracy była ogromna. Przychodziło nam dosłownie wchodzić w rolę sanitariusza na polu bitwy i zbierać rannych.

## Udział w demonstracjach i aresztowania
Ludmiła Hraznowa była kilkukrotnie zatrzymywana i aresztowana za organizację oraz udział w demonstracjach. 17 października 1999 roku milicja zatrzymała ją za udział w „Marszu Wolności” – pokojowym proteście zorganizowanym przez opozycję przeciwko decyzji Łukaszenki o przesunięciu wyborów prezydenckich z 1999 na 2001 rok. 24 marca 2002 roku Hraznowa została zatrzymana przez milicję za udział w niezarejestrowanej akcji protestacyjnej w Mińsku z okazji Dnia Wolności. 12 marca 2003 roku była jednym organizatorów przeprowadzonej w Mińsku demonstracji o nazwie Ludowy Marsz „Za Lepsze Życie!”. Protest był pokojowy i miał wyłącznie ekonomiczne postulaty: zmniejszenie opłat komunalnych, podniesienie płac, emerytur i stypendiów, poprawę warunków dla działalności gospodarczej. Za jego przeprowadzenie Hraznowa, a także trzej inni organizatorzy: Andrej Sannikau, Dzmitryj Bandarenka i Leanid Małachau, zostali skazani na 15 dni aresztu każdy. Amnesty International uznało ich za więźniów sumienia, a pod apelem o ich uwolnienie podpisało się kilkudziesięciu białoruskich działaczy społecznych, politycznych, kulturalnych, naukowych, artystów i dziennikarzy.

## Poglądy
Ludmiła Hraznowa nie oddziela działalności politycznej i obrony praw człowieka, uważając cele obu aktywności za zbieżne. Jednak postawiona wobec konieczności wyboru, zwykle bardziej poświęcała się tej drugiej. Jej zdaniem jednymi z najważniejszych momentów w jej karierze politycznej było złożenie podpisu pod projektem impeachmentu prezydenta Łukaszenki oraz przeciwko związkowi Białorusi z Rosją. 

## Życie prywatne
Ludmiła Hraznowa jest rozwiedziona, ma córkę. W wolnym czasie zajmuje się grą na fortepianie, bieganiem i uprawą kwiatów.